# Базоркин, Бунухо Фёдорович
Бун(у)хо (Бонухо) Фёдорович (Бейсарович) Базоркин (8 (20) сентября 1833 — 1906) — военный Российской империи, генерал-майор Русской императорской армии. Первый генерал из числа ингушей. Внучка - Асият Тутаева (1905—1944) — первый учёный-медик из Чечено-Ингушетии.

## Биография
Происходил из рода Газдиевых, сын Бейсара. Старший брат Бунухо — Мочко Бейсарович Базоркин — был царским офицером и основателем селения Мочхий-Юрт (позже Базоркино, ныне Чермен).
Участвовал в Кавказской войне. С 1861 по 1871 год служил в Собственном Его Императорского Величества Конвое.
Командовал сотней Терской постоянной милиции, учреждённой в 1871 году.
Участник Русско-турецкой войны 1877—1878 годов. Сражался на Балканах, командуя Ингушским дивизионом Терско-Горского конно-иррегулярного полка, который был придан 13-му армейскому корпусу. Дивизион за боевые отличия был награждён Георгиевским знаменем.
C 26 сентября 1888 года по армейской кавалерии состоял в распоряжении начальника Терской области.
Присутствовал на коронации Николая II в качестве представителя от ингушей.
Вышел в отставку в чине генерал-майора (1904), в последние годы жил на родине.

## Семья
Сын — писатель Ибрагим Бунухоевич Базоркин. Внук — писатель Идрис Базоркин.

## Военные чины
- Подпоручик (18.12.1856)
- Поручик (30.06.1858)
- Штабс-капитан, переименован в поручики гвардии (13.12.1861)
- Штабс-ротмистр (30.08.1865)
- Ротмистр, переименован в подполковники (30.08.1870)
- Полковник (06.10.1888)

## Награды
- Орден Святой Анны 4-й степени (1857)[2].
- Орден Святого Станислава 3-й ст. с мечами и бантом (1859)
- Орден Святой Анны 3-й ст. с мечами и бантом (1862)
- Орден Святого Станислава 2-й ст. с мечами (1867)
- Орден Святой Анны 2-й ст. с мечами (1878)
- Орден Святого Владимира 3-й ст. (1896)